# Frente de Todos (coalición de 1995)
El Frente de Todos fue una coalición electoral de carácter provincial, que reunía a distintos partidos de las provincias argentinas del Chaco y de Corrientes.

## Origen
El Frente fue creado en el año 1995 por el exgobernador del Chaco, Ángel Rozas, en analogía con la Alianza que se había pactado a nivel nacional entre la Unión Cívica Radical y el Frente País Solidario. Gracias a esta alianza, en el año 1999, Rozas mantuvo la gobernación (que ya había ganado en 1995 representando solo a la UCR), por cuatro años más.
Luego de que en la Provincia de Corrientes finalizara una fuerte Intervención Federal, decretada por el Gobierno Nacional del radical Fernando De la Rúa, se creó en el año 2001 el Frente de Todos, en analogía con la alianza chaqueña. Si bien ambos frentes se parecían teniendo a la Unión Cívica Radical como cabeza de alianza, diferían en el hecho de que el Frente correntino era una alianza con el Partido Justicialista y el Partido Liberal de Corrientes. En las elecciones del año 2001, el radical Ricardo Colombi fue elegido Gobernador de Corrientes.
En el año 2003, Roy Nikisch fue elegido Gobernador del Chaco, encabezando la lista del Frente. En las elecciones legislativas del 23 de octubre de 2005, el Partido ganó 6 de las 127 diputaciones electas (sobre un total de 257), incluyendo a Ricardo Colombi, el otrora Gobernador de Corrientes. Su primo Arturo Colombi, quién encabezaba la lista del Frente en esa Provincia, ganó las elecciones para Gobernador de Corrientes.

## En Chaco
Hasta las elecciones provinciales de 2011, el frente estuvo compuesto por los partidos Unión Cívica Radical, Partido Socialista, Bases y Principios del Chaco, Coalición Cívica ARI, Unión por la Libertad y otras fuerzas minoritarias. Desde 2013, la coalición cambió de nombre y pasó a denominarse Unión por Chaco, también se sumó el Movimiento Libres del Sur. Otros sectores que integraron la alianza históricamente fueron, la Democracia cristiana, el Frente Grande, el Partido Intransigente y Acción Chaqueña, el Movimiento de Bases y el Partido Autonomista.
El frente es oposición del gobernante Partido Justicialista, que compite electoralmente a nivel provincial bajo una coalición denominada Frente Chaco Merece Más, encabezada por el Peronismo provincial y con la participación de partidos como el Partido Nacionalista Constitucional - UNIR, Partido Lealtad Popular, Partido de la Victoria, Frente de la Esperanza, Causa Reparadora, Propuesta Republicana y el Frente para el Cambio; además de los exintegrantes del Frente de Todos como el Movimiento de Bases, Partido Intransigente, Frente Grande y la escisión del Radicalismo, el Partido de la Concertación FORJA.
Su última aparición fue en las elecciones provinciales de 2011 en una alianza de la Unión Cívica Radical, el Partido Socialista, la Coalición Cívica ARI, el Movimiento de Bases y Principios del Chaco.

## En Corrientes
En Corrientes, el Frente estuvo compuesto por la Unión Cívica Radical, el Partido Justicialista, y el Partido Liberal de Corrientes como socios mayoritarios. Inicialmente, también formaba parte de esta coalición Acción por la República, el partido del exministro de economía Domingo Cavallo. La disminución de este partido hizo que solo queden los tres anteriores como miembros plenos de la Alianza. En las elecciones del año 2007, contó con la colaboración de Partidos provinciales como el Partido Autonomista de Corrientes, antiguo rival del Partido Liberal, y exsocio de este en el extinto Pacto Autonomista - Liberal.
El Frente de Todos desapareció luego de las elecciones de 2009 después de la derrota en segunda vuelta de su líder y candidato a gobernador, Arturo Colombi, en manos de su propio primo Ricardo Colombi, quien comandaba la coalición Encuentro por Corrientes.